# Kim Hyung-joon
Kim Hyung-joon (* 27. April 1987 in Seoul) ist ein südkoreanischer Eishockeyspieler, der seit 2016 erneut bei High1 in der Asia League Ice Hockey spielt.

## Karriere
Kim Hyung-joon begann seine Karriere als Eishockeyspieler in der Mannschaft der Kyungsung Highschool. Ab 2010 spielte er für High1 in der Asia League Ice Hockey. In der Spielzeit 2013/14 erreichte er mit seiner Mannschaft erstmals die Playoffspiele. Nachdem er von 2014 bis 2016 für das neugegründete Team Daemyung Sangmu gespielt hatte, kehrte er 2016 zu High1 zurück.

### International
Für Südkorea nahm Kim Hyung-joon bereits an den U18-Junioren-Weltmeisterschaften 2004 (Division I) und 2005 (Division II) teil.
Für die A-Nationalmannschaft des asiatischen Landes stand er bei den Weltmeisterschaften der Division I 2012 und 2014 auf dem Eis. Dabei gelang ihm 2012 der entscheidende 3:2-Siegtreffer gegen Gastgeber Polen, mit dem den Ostasiaten der Aufstieg in die A-Gruppe der Division I gelang. Zudem vertrat er seine Farben bei der Qualifikation für die Olympischen Winterspiele 2014 in Sotschi, als die Südkoreaner beim Turnier der ersten Qualifikationsrunde im japanischen Nikkō knapp an der britischen Mannschaft scheiterten, obwohl sie den direkten Vergleich mit 5:4 nach Penaltyschießen für sich entschieden hatten.

## Erfolge und Auszeichnungen
- 2005 Aufstieg in die Division I bei der U18-Weltmeisterschaft der Division II, Gruppe A
- 2012 Aufstieg in Division I, Gruppe A, bei der Weltmeisterschaft der Herren der Division I, Gruppe B

## ALIH-Statistik
(Stand: Ende der Saison 2017/18)